# Ribeirão dos Índios
Ribeirão dos Índios é um município brasileiro do estado de São Paulo. Sua população estimada em 2024 era de 2.045 habitantes.

## História
O território ocupado pelo município era habitado apenas por populações indígenas até o início do século XX. Na década de 1920 já havia propriedades, mas com grande mata tropical intacta, existindo apenas estreitos picadões que serviam de ligação entre as propriedades.
Em 1922, o coronel Eduardo Lins, de nacionalidade portuguesa, iniciou o retalhamento de pequenas glebas de terras de sua propriedade, situada ao longo do rio Ribeirão dos Índios, pequeno afluente do rio do Peixe, esse por sua vez tributário do grande rio Paraná.
Em meados de 1923, Antonio Feitor fixou-se naquelas terras, onde semeou as primeiras culturas. Após algum tempo, começaram a chegar os primeiros colonos que adquiriram pequenas glebas. Esses colonos vieram da zona velha do estado, onde predominavam imigrantes de origem italiana. Nessa época, chegaram as famílias de João e José Basso, Domingos Grillo, Carlos Crepaldi, Ermínio e Francisco Cancian, Benjamim Cacheffo, Domingos Scalon, Vicente Zanutto, Manuel Real, Irmãos Bortolan, os Celeghini e os Zanforlin, Joaquim da Costa e Inácio Cotrim, integraram a primeira grande leva de colonizadores de Ribeirão dos Índios, com o passar dos meses integraram-se mais outras famílias, das famílias Marin, Volpe, Icheco e Silvestre.
Em 1924, foi aberta no meio da mata uma estrada para facilitar a comunicação com o município sede Santo Anastácio. Finalmente em 1925 surge um pequeno povoado as margens do rio Ribeirão dos Índios, cujo nome certamente reconhece a presença de indígenas em seu passado recente.  Pela Lei n° 2793, de 26 de dezembro de 1936, tal povoado foi elevado a distrito pertencente ao município de Santo Anastácio.
Somente em 1995, o distrito de Ribeirão dos Índios foi elevado à categoria de município pela Lei n°9330 de 27 de dezembro de 1995.

## Geografia
Localiza-se a uma latitude 21º58'33" sul e a uma longitude 51º39'05" oeste, estando a uma altitude de 386 metros.

### Hidrografia
- Rio do Peixe
- Ribeirão Claro
- Ribeirão Taquaruçu

### Rodovias
- SP-270

## Demografia

### População
| Crescimento populacional                             | Crescimento populacional | Crescimento populacional | Crescimento populacional |
| Ano                                                  | População Total          |                          | %±                       |
| ---------------------------------------------------- | ------------------------ | ------------------------ | ------------------------ |
| 2000                                                 | 2 222                    |                          | —                        |
| 2010                                                 | 2 187                    |                          | −1,6%                    |
| 2022                                                 | 2 025                    |                          | −7,4%                    |
| Est. 2024                                            | 2 045                    | [ 5 ]                    | 1,0%                     |
| Fontes: Censos Demográficos IBGE e Estimativas SEADE |                          |                          |                          |

### Dados demográficos
Dados do Censo - 2010
População total:  2.187
- Urbana: 1.850
- Rural: 337
- Homens: 1.080
- Mulheres: 1.107

Densidade demográfica (hab./km²): 11,1
Mortalidade infantil até 1 ano (por mil): 14,48
Expectativa de vida (anos): 71,98
Taxa de fecundidade (filhos por mulher): 2,06
Taxa de alfabetização: 84,27%
Índice de Desenvolvimento Humano (IDH-M): 0,754
- IDH-M Renda: 0,633
- IDH-M Longevidade: 0,783
- IDH-M Educação: 0,845

(Fonte: IPEADATA)

## Infraestrutura

### Comunicações
O sistema de telefones automáticos, assim como o sistema de discagem direta à distância (DDD) com o código de área (0182), foram implantados pela Telecomunicações de São Paulo (TELESP).
Na década de 90 o código DDD da cidade foi alterado para (018), para padronização do sistema telefônico com a telefonia celular que estava sendo implantada em todo o estado.

## Religião
O Cristianismo se faz presente na cidade da seguinte forma:

### Igreja Católica
- A igreja faz parte da Diocese de Presidente Prudente.[13]

### Igrejas Evangélicas
Entre as igrejas protestantes históricas, pentecostais e neopentecostais, encontram-se na cidade:
- Assembleia de Deus Ministério do Belém.[16][17]
- Congregação Cristã no Brasil.[18]